# Gnosticismo cristão
Gnosticismo cristão é um termo utilizado pelos estudiosos com uma grande variedade de sentidos e níveis de especificidade. O gnosticismo cristão é uma fusão de símbolos bíblicos e gnósticos da salvação, que constituiu a heresia mais séria a ameaçar o evangelho em território helenista.

## Gnosticismo cristão e gnosticismo não cristão
O gnosticismo não cristão é o que é referido em alguns tratados do Nag Hammadi mas principalmente no esoterismo hebraico enquanto o gnostimo cristão é o geralmente referido como dualista.
O gnosticismo foi inicialmente definido no contexto cristão embora alguns estudiosos supõem que o gnosticismo se desenvolveu antes ou foram contemporâneos do cristianismo, não há textos gnósticos até hoje descobertos que sejam anteriores ao cristianismo
Para G. H. MacRae, os textos de Nag Hammadi não relevam nenhum documento pré-cristão, tratando-se de um modelo de desenvolvimento no interior do gnosticismo que levaria de um mito gnóstico a uma versão cristianizada, ele diz "Se este movimento corresponde à génese do próprio gnosticismo, a sua importância está no facto de que o chamado gnosticismo cristão é um fenómeno secundário, não só ao cristianismo mas ao próprio gnosticismo".
Mesmo James M. Robinson, um defensor notável do gnosticismo pré-cristão, admitiu "o gnosticismo pré-cristão, como tal, dificilmente é atestado de modo a resolver este debate de uma vez por todas..